# Prophecies of Pagan Fire
Albums de Enthroned
Towards the Skullthrone of Satan
(1997)
Prophecies of Pagan Fire est le premier album studio du groupe de Black metal belge Enthroned. L'album est sorti en 1996 sous le label Osmose Productions.
L'illustration de la pochette de l'album a été faite par Kris Verwimp.
Le titre Deny the Holy Book of Lies parle de la bible. Elle y est décrite comme étant un véritable tissu de mensonges.

## Musiciens
- Lord Sabathan – Chant, Basse
- Tsebaoth – Guitare
- Nornagest – Guitare
- Asmodeus – Guitare
- Cernunnos – Batterie

## Liste des morceaux
1. Prophecies of Pagan Fire – 2:33
2. Deny the Holy Book of Lies – 5:52
3. Under the Holocaust – 5:19
4. Scared by Darkwinds – 5:39
5. Tales from a Blackened Horde – 3:58
6. At Dawn of a Funeral Winter – 7:08
7. Rites of the Northern Fullmoon – 4:11
8. Skjeldenland – 6:47
9. At the Sound of Millennium Black Bells – 4:25
10. ...As the Wolves Howl Again – 8:12